# Лесовка (Ивано-Франковская область)
Лесовка (укр. Лесівка) — село в Старобогородчанской сельской общине Ивано-Франковского района Ивано-Франковской области Украины.
Население по переписи 2001 года составляло 363 человека. Занимает площадь 11 км². Почтовый индекс — 77710. Телефонный код — 03471.